# Эгосинтония
Эгосинтони́я, или эгосинто́нность, — психиатрический термин, обозначающий психическое состояние личности, при котором индивид принимает свои нестандартные качества личности и живёт в гармонии с ними.
При нарушениях психики эгосинтония может быть симптомом патологии, так как человек воспринимает своё нездоровое поведение, а также действия и мышление как естественные, а не тревожные. Так, при постановке диагноза бреда врач всегда обнаруживает у больного состояние эгосинтонии, так как пациент не осознаёт свои болезненные идеи и не готов подвергнуть их сомнению. Также эгосинтония встречается и у людей с расстройством личности, они рассматривают своё патологическое поведение как часть себя, они не могут сказать, когда начались изменения, так как были такими, сколько себя помнят. 
Человек воспринимает собственное психическое заболевание не как что-то, что нужно лечить, а скорее как часть себя, встраивает её в свою картину видения мира.
Таким образом, термин "эгосинтония" противопоставляется "эгодистонии".

## Описание
В психопатологии эгосинтония является симптомом различных психических расстройств. Ощущения и поведение, которые могут быть связаны с расстройством, не воспринимаются как тревожные или патологические с точки зрения пациента. Действия, мышления и чувства полагаются естественными.
Эгосинтония является необходимым симптомом для диагноза бреда. Люди с расстройством личности также воспринимают свои симптомы как естественные, то есть имеет место эгосинтония. При обсессивно-компульсивном расстройстве обсессивно-компульсивное поведение и навязчивые мысли обычно воспринимаются как бессмысленные и излишние, то есть в данном случае имеет место эгодистония.